# Кузебайка
Кузебайка — речка в России, протекает в Граховском районе Удмуртии, левый приток реки Адамка. Длина реки — 14 км.
Вдоль реки расположены деревни — Козьмодемьянское (нежилая), Кузебаево (ныне часть деревни Порым), впадает в реку Адамка у села Грахово. У деревень Козьмодемьянское и Порым сооружены два деревянных моста.

## Данные водного реестра
По данным государственного водного реестра России относится к Камскому бассейновому округу, водохозяйственный участок реки — Вятка от города Вятские Поляны и до устья, речной подбассейн реки — Вятка. Речной бассейн реки — Кама.